# Ofanto (reka)
Ofanto, v starih časih znana kot Aufidus ali Canna, je 170 km dolga reka v južni Italiji, ki teče skozi dežele Kampanija, Bazilikata in Apulija, v zaliv Manfredonia v Jadranskem morju, blizu mesta Barletta.
V antični Italiji je bila reka Aufidus znana iz različnih razlogov: bitka pri Canneju je potekala blizu Aufidusa; večkrat ga je v svojih besedilih proslavil Quinto Orazio Flacco. Vzdolž toka te reke so bila starodavna mesta, ki so bila protagonisti številnih pomembnih zgodovinskih dogodkov, naštejemo jih le nekaj: Compsa (sedanji Conza della Campania), Canusium (sedanji Canosa di Puglia), trdnjava Kane (lat. Cannae) (kjer je potekala najbolj krvava bitka v zgodovini, ki se je zgodila v enem samem dnevu), antične Aufidene in nedaleč od njih Venusia (ali današnje mesto Venosa), kjer se je rodil slavni latinski pesnik Horacij in živel svojo mladost. Eden prvih historiografskih citatov o starodavnem Aufidusu sega v čas Polibija. Grški zgodovinar reko omenja ravno takrat, ko opisuje dogodke, ki so zaznamovali katastrofalno bitko pri Kanah.
O tej reki govorijo različni starodavni avtorji, o izvoru imena Aufidus pa vemo malo. Etimološka raziskava je zelo negotova in predstavlja veliko zanimivosti, ne pa določenih in neoporečnih podlag. Ena od predlaganih etimologij sledi izvoru imena Aufidus v latinščini: aute fides (iz tega sine fide ali vel infidus), zaradi nevarnosti reke. Nekateri pripisujejo vzporednico med imenom Aufidus in pridevnikom tauriformis, ki ga Horacij uporablja pri opisu Ofanta (knjiga IV Ode, pesem XIV). Drugi učenjaki so predlagali grško etimologijo: Aufidus izhaja iz grškega ὄφις, kar pomeni kača in to izhaja iz vijugaste oblike reke.
Zanimiva je priljubljena etimologija, ki je še vedno v modi med ljudstvi, ki naseljujejo tok reke Ofanto, zastrta z občutkom za "mitologijo"; pravijo, da ime Ofanto izhaja iz vzklika rimskega konzula Varona "Oh fanti miei perduti" (O moji izgubljeni pehoti) po krvavi bitki pri Kanah; ta etimologija je očitno napačna, vendar še vedno spada v kulturno dediščino "ofantinskega ljudstva" in je samo iz tega razloga, ki je tukaj navedena kot zanimivost.

## Geografija
Izvir reke je na planoti Irpinia, na nadmorski višini 715 metrih, blizu mesta Nusco in Torella dei Lombardi, v pokrajini Avellino. Od tam teče proti jugovzhodu blizu mesta Lioni, nato pa se izlije v Lago di Conza, umetno jezero. Reka nato tvori mejo med pokrajinama Avellino in Potenza, razen majhnega podaljška pokrajine Avellino blizu Calitrija. Blizu te točke se v Ofanto izliva reka Atella kot desni pritok. Reka zavija proti severu in teče blizu Monteverdeja, preden tvori mejo med pokrajinama Foggia in Potenza. Nato nekoliko zavije proti vzhodu. Na tem območju se vanjo izliva desni pritok Olivento. Reka zavije proti severovzhodu in nato tvori mejo med pokrajinama Foggia in Barletta-Andria-Trani. Reka teče blizu krajev Posta Piana, Canosa di Puglia, San Ferdinando di Puglia in Kane (Canae), preden vstopi v zaliv Manfredonia med Margherito di Savoia in mestom Barletta. Locone vstopi v Ofanto južno od Cerignole kot desni pritok reke. Na koncu svoje poti do morja reka konča v delti in estuariju.
Reka Ofanto ima lahko občasno hudourniški tok, z velikimi poplavami na svojem toku jeseni in pozimi zaradi obilnih padavin, poleti pa je njen tok lahko izjemno majhen. Kljub precejšnji dolžini in obsegu porečja je povprečni pretok vode ob ustju reke dokaj nizek, manj kot 15 kubičnih metrov na sekundo.

## Zbiralniki
V porečju Ofanta je nekaj vodnih zbiralnikov, ki so zaradi pomanjkanja vode nepogrešljivi za prebivalstvo in gospodarstvo, zlasti na območjih Murgia. Zbiralniki so Conza, Osento, Marana Capacciotti, Rendina, Locone, Lampeggiano, S. Pietro in Saetta. So precej zmanjšali pretok vode reke, ki ni več tako bogata in obilna, kot je bila nekoč.

## Rastlinstvo in živalstvo
Najpomembnejše vrste rastlin, prisotne ob rečnem toku, so: halofitne trave, fragmiteti, trstičje, topol, oreh, vrba, tamariša, salsola, salicorna in limonium.
Med živalmi so različne vrste nevretenčarjev (ogorčice, kopepodi, kladocere, oligoheti in kironomidi dvokrilci).
V vodah so ribe (krap, Alosa fallax, črni somič, ciplji in rečna jegulja).
Ob bregovih je mogoče srečati sesalce (krt, poljski zajec, divja svinja, jazbec, navadna lisica, mala podlasica, kuna belica, vidra, rjavoprsi jež in hišna miš).
Zastopani so tudi plazilci in dvoživke (žabe, krastače in drevesne žabe).
Rod gnezdilk predstavljajo med drugimi: domači vrabec, lišček (Carduelis carduelis), sraka, črna liska (Fulica atra), zelenonoga tukalica (Gallinula chloropus),
Preletne ptice so med drugimi: čaplje, galebi, kormoran, siva čaplja (Ardea cinerea), rjavačaplja (Ardea purpurea), mali ponirek, mala čaplja, čigra, veliki ponirek, vodomec (Alcedo atthis), mlakarica (Anas platyrhynchos), čopasta raca, golob, prepelica, drozd, ščinkavec.
Prisotni sta ujedi južna postovka (Falco naumanni) in postovka (Falco tinnunculus).
Od leta 2003 je dežela Apulija ustanovila regionalni naravni park Fiume Ofanto, ki je začel privabljati nekaj turistov.

## Galerija
- Rimski most v Canosa di Puglia
- Rimski most blizu Monteverde, Kampanja
- Skozi Cairano
- Oljna slika Lungo l'Ofanto (1870), avtor Giuseppe de Nittis (1848–1884), Pinacoteca De Nittis, Barletta
- Tabula Peutingeriana prikazuje Aufidus in Via Appia